# Piano (geometria)

Rappresentazione di due piani che si intersecano

Il piano è un concetto primitivo della geometria, ossia un concetto per il quale non esiste una definizione formale, sono intuitivamente comprensibili e esperienzialmente acquisiti. Viene accettata un'idea universalmente e unica di essi mediante il paragone con oggetti concreti usati come esempio, che non risolvono pienamente il concetto per la loro sussistenza materiale. Lo stesso accade al punto e alla retta.
Il piano si può pensare idealmente come un foglio di carta dalle dimensioni infinite: il piano è l'idea, il concetto astratto. A differenza del foglio di carta, però, il piano non ha spessore ed ha dimensioni infinite, quindi materialmente irrealizzabile.
In definitiva, esso:
- Inteso come luogo geometrico di punti, ha un'estensione superficiale: il piano, nello spazio tridimensionale, è l'insieme di tutti quei punti individuati dalla combinazione lineare di 2 vettori linearmente indipendenti applicati nel medesimo punto {\displaystyle P}.
- Dal punto di vista della geometria differenziale il piano è quella superficie che ha entrambe le curvature fondamentali nulle.

Le relazioni che intercorrono tra un piano e i punti e le rette che esso contiene sono espresse dagli assiomi di Euclide e dagli assiomi di Hilbert.

## Piani nello spazio tridimensionale
L'equazione canonica del piano nello spazio tridimensionale {\displaystyle \mathbb {R} ^{3}} è del tipo:
{\displaystyle ax+by+cz+d=0,}
con {\displaystyle a,b,c,d\in \mathbb {R} ,} e {\displaystyle a,b,c} non tutti nulli.

## Equazione cartesiana

### Piano passante per tre punti
Siano {\displaystyle P_{1}=(x_{1},y_{1},z_{1}),\ P_{2}=(x_{2},y_{2},z_{2}),\ P_{3}=(x_{3},y_{3},z_{3})} tre punti dello spazio non allineati. Per questi tre punti passa uno e un solo piano {\displaystyle \pi }. Un punto {\displaystyle P=(x,y,z)} appartiene al piano {\displaystyle \pi } solo se il vettore {\displaystyle P-P_{1}} è combinazione lineare dei vettori {\displaystyle P_{2}-P_{1}} e {\displaystyle P_{3}-P_{1}}, ossia se
{\displaystyle {\begin{vmatrix}x-x_{1}&y-y_{1}&z-z_{1}\\x_{2}-x_{1}&y_{2}-y_{1}&z_{2}-z_{1}\\x_{3}-x_{1}&y_{3}-y_{1}&z_{3}-z_{1}\end{vmatrix}}=0.}
Sviluppando il determinante con la regola di Laplace rispetto alla prima riga si ottiene:
{\displaystyle a(x-x_{1})+b(y-y_{1})+c(z-z_{1})=0,}
dove
{\displaystyle a={\begin{vmatrix}y_{2}-y_{1}&z_{2}-z_{1}\\y_{3}-y_{1}&z_{3}-z_{1}\end{vmatrix}},\;b=-{\begin{vmatrix}x_{2}-x_{1}&z_{2}-z_{1}\\x_{3}-x_{1}&z_{3}-z_{1}\end{vmatrix}},\;c={\begin{vmatrix}x_{2}-x_{1}&y_{2}-y_{1}\\x_{3}-x_{1}&y_{3}-y_{1}\end{vmatrix}}.}
Infine, per ottenere l'equazione canonica del piano, si definisce {\displaystyle \;d\;} come segue:
{\displaystyle d=-(ax_{0}+by_{0}+cz_{0}),}
dove {\displaystyle P_{0}=(x_{0},y_{0},z_{0})} è un punto che appartiene al piano, pertanto in questo caso si possono utilizzare le coordinate di un punto qualsiasi fra {\displaystyle P_{1}}, {\displaystyle P_{2}} e {\displaystyle P_{3}}.

## Condizione per indicare un piano
Per indicare un piano sono sufficienti:
- Tre punti non allineati appartenenti ad esso (vedi corollari della geometria euclidea).
- Due vettori linearmente indipendenti (cioè non paralleli) applicati nel medesimo punto {\displaystyle P}.
- Due rette distinte appartenenti al piano.
- Un vettore normale al piano ed il punto in cui è applicato (cioè un qualsiasi punto del piano). Si noti che non ha importanza il verso e l'intensità del vettore.
- Una retta e un punto appartenente al piano ma non appartenente alla retta.

## Posizioni reciproche di due piani

Piani paralleli

Si può studiare la posizione reciproca di due piani mettendo a sistema le loro equazioni. Quando la matrice dei coefficienti ha rango 2, il sistema è compatibile e ammette una semplice infinità ({\displaystyle \infty ^{1}}) soluzioni, che rappresentano tutti i punti della retta di intersezione tra i due piani. Quando sia la matrice dei coefficienti che la matrice completa hanno rango 1, le soluzioni sono una doppia infinità ({\displaystyle \infty ^{2}}) e i piani sono paralleli e coincidenti (parallelismo improprio). Se infine la matrice dei coefficienti ha rango 1 e la matrice completa ha rango 2, il sistema è incompatibile e i piani sono paralleli e distinti (parallelismo proprio).
Altrimenti, si possono studiare i vettori normali ai due piani. I due piano sono parallele se e solo se essi sono linearmente dipendenti (cioè paralleli), quindi il loro prodotto vettoriale è nullo. Se e solo se i due vettori sono perpendicolari, cioè il loro prodotto scalare è nullo, i due piani sono perpendicolari.

## Distanza di un punto da un piano
È possibile calcolare la distanza di un punto {\displaystyle P=(x_{0},y_{0},z_{0})} da un piano {\displaystyle \pi } utilizzando la seguente formula:
{\displaystyle d(\pi ,P)={\frac {|ax_{0}+by_{0}+cz_{0}+d|}{\sqrt {a^{2}+b^{2}+c^{2}}}}.}
In particolare, se {\displaystyle d(\pi ,P)=0}, allora il punto {\displaystyle P} appartiene al piano {\displaystyle \pi }.